# Systemboden
Ein Systemboden ist eine aus vorgefertigten Bauteilen modular auf der Baustelle hergestellte Bodenkonstruktion mit dem Ziel, einen vielfältig nutzbaren Hohlraum unter der begehbaren Bodenoberfläche zu schaffen.
In Europa werden zwei Konstruktionsweisen unterschieden:
- Der	Doppelboden (incl. seine Variante „Schaltwartenboden“)

und
- der	Hohlraumboden (oft auch nur „Hohlboden“ genannt).

Im angelsächsischen Raum ist dagegen
- der	Raised Floor, welcher auch als  Accsess-Floor bezeichnet wird, bekannt.

Der Doppelboden lässt sich an jeder Stelle (auf der gerade kein Möbelstück steht) unmittelbar mit einem einfachen Hebewerkzeug öffnen, sodass man direkt in den Hohlraum gelangt. Der Hohlraumboden hat eine geschlossene Tragschicht und wird nur durch Revisionsöffnungen und/oder Doppelbodentrassen erschlossen. Bei einem Raised- oder Accsess-Floor muss zunächst der Bodenbelag (aus lose liegenden (Teppich-)Fliesen) entfernt werden, um danach die tragende(n) Platte(n) entnehmen zu können.
Die Entwicklung von Systemböden in Form von Doppelböden nahm in den 1960er Jahren mit der Entstehung von großen EDV-Räumen ihren Anfang. Mit der dazu notwendigen Installation der vielzähligen Kabel im Bodenhohlraum konnte eine sichere wie auch praktische Leitungsführung in den Räumen gewährleistet werden. In den darauffolgenden Jahrzehnten verlangte die Zunahme der Neubauten für Verwaltungs- und Bürogebäude mit EDV-Ausstattung nach weiterentwickelten und wirtschaftlicheren Lösungen. Eine Lösung wurde im Hohlraumboden gefunden. Beide Bauarten (und deren Kombination) bieten für die Anforderungen, die heute an funktionale Gebäude gestellt werden, die Grundlage für eine flexible Flächennutzung und zugängliche Gebäudeinstallation.
Als konstruktives Innenausbauelement hat der Systemboden die Lasten aus der Nutzung aufzunehmen und an das Tragwerk weiterzuleiten. Systemböden werden für unterschiedliche Nutzungsmöglichkeiten von Gebäudeflächen eingesetzt. Daraus ergeben sich für die Systemböden, im Zusammenhang mit den Konstruktionsweisen, wie auch durch die Einbindung in den raumbildenden Innenausbau, zusätzliche Anforderungen an den Schall- und Brandschutz sowie an die Elektrostatik und Hygiene.
Entsprechend den Festlegungen der Europäischen Kommission sind Systemböden ein sicherheitsrelevantes Ausbauelement. Der ingenieurtechnische Anspruch an dieses Bauprodukt, die haftungsrechtlichen und bauaufsichtlichen Belange für Systemböden in den Prozessen der Planung, Ausschreibung und Ausführung sind wesentliche Gründe, dass sich die Unternehmen dieser Branche im Bundesverband Systemboden zusammengeschlossen haben.

## Baurecht
Die Zulässigkeit von Systemböden in Deutschland nach dem Bauordnungsrecht richtet sich nach den Systemböden-Richtlinien, die in jedem Bundesland eingeführt worden sind.